# Paola & Chiara

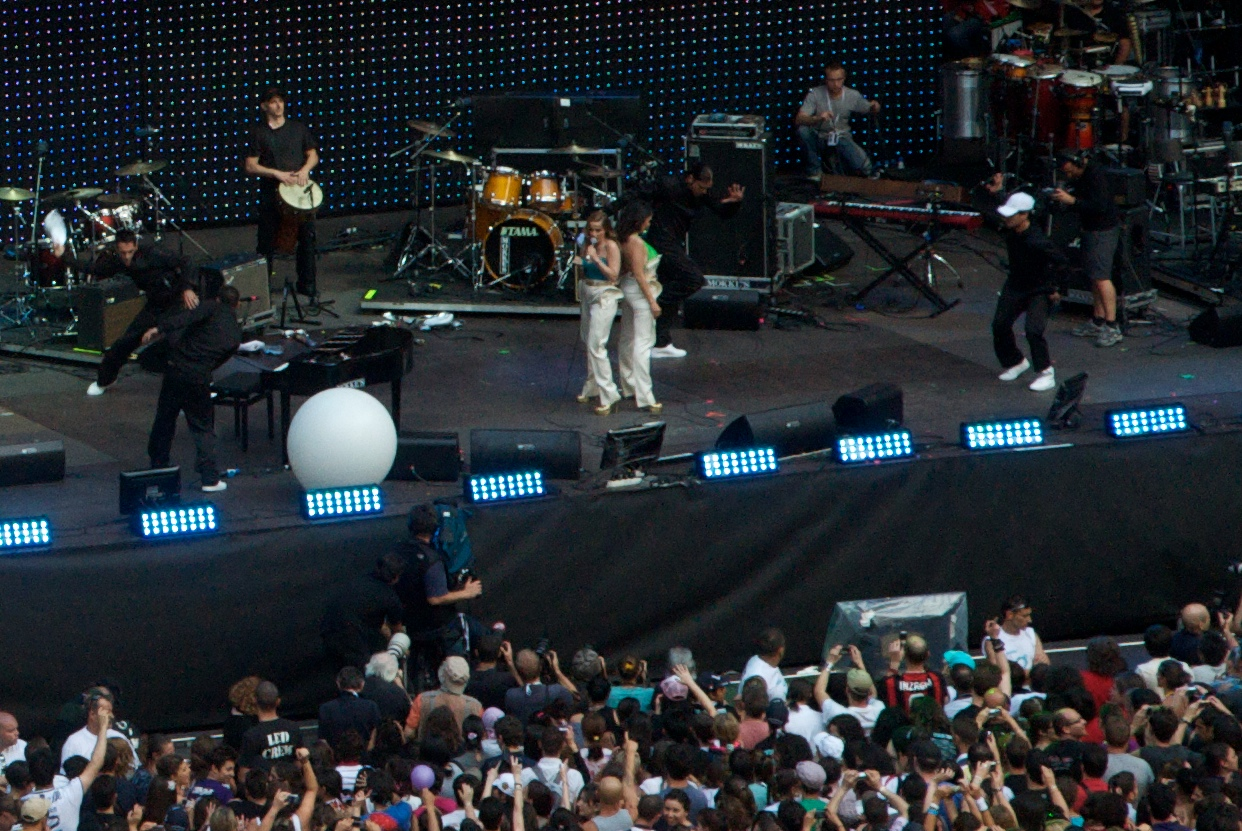
Paola & Chiara

Paola & Chiara is een zangeressenduo uit Italië.
De zussen Paola Iezzi (Milaan, 30 maart 1974) en Chiara Iezzi (Milaan, 27 februari 1973) waren al op jonge leeftijd gepassioneerd door muziek. In 1994 verschenen ze als figuranten in de videoclip Gente van Laura Pausini. Een jaar later leverden ze als achtergrondzangeressen een grote bijdrage aan het album La donna il sogno & il grande incubo van de populaire band 883.
De zussen richtten zich hierna op een eigen carrière. Met het nummer In viaggio wisten ze de voorrondes voor het prestigieuze Festival van Sanremo door te komen. In februari 1997 wonnen ze hiervan met Amici come prima de eerste prijs in de categorie jongeren (Nuove Proposte). Aansluitend verscheen het debuutalbum Ci chiamano bambini. Een jaar later namen ze wederom deel aan het festival, deze keer met Per te. Later in 1998 verscheen het tweede, ruigere en minder succesvolle album Giornata storica.
In de lente van 2000 keerden de zussen terug met de swingende single Vamos a bailar, wat hun grootste hit tot op heden werd. De single oogstte ook succes in het buitenland, met name in Duitsland. Iets later verscheen het album Television waarvan nog enkele andere hitsingles werden uitgebracht. In 2002 en 2004 verschenen respectievelijk de albums Festival en Blu. In 2005 namen de zussen voor de derde keer deel aan Sanremo. Het nummer A modo mio was hier weinig succesvol maar zou uiteindelijk een van de bestverkochte singles in de lente van dat jaar te worden. Het nummer verscheen tevens op het verzamelalbum Greatest Hits dat ook de zomerhit Fatalità bevat.
Op 12 mei 2023 verscheen het album Per sempre, met hierop verschillende Italiaanse artiesten een nummer van het duo coveren.

## Discografie

### Albums
- 1997 Ci chiamano bambine
- 1998 Giornata storica
- 2000 Television
- 2001 Television (Engelse versie)
- 2002 Festival
- 2004 Blu
- 2005 Greatest Hits
- 2007 Win the Game

### Singles
- 1997 Amici come prima
- 1998 Per te
- 1998 Nina
- 1998 Non puoi dire di no
- 2000 Vamos a bailar
- 2000 Amoremidai
- 2001 Viva el amor
- 2001 Fino alla fine
- 2002 Festival
- 2002 Hey!
- 2003 Kamasutra
- 2004 Blu
- 2005 A modo mio
- 2005 Fatalità
- 2007 Second Life
- 2007 Cambiare Pagina